# Hugo von Tschudi
Hugo von Tschudi (7. februar 1851 på Gut Jakobshof i Edlitz, Niederösterreich – 23. november 1911 i Cannstatt, Stuttgart) var en østrigsk kunstforsker og museumsmand, brodersøn til Friedrich von Tschudi.
Han var søn af den kendte schweiziske naturforsker og gesandt Johann Jakob von Tschudi i Wien; her fik han også sin første uddannelse, i kunsthistorie og jura. Efter en kortere virksomhed ved Wiens Museum for Kunst og Industri knyttedes han 1884 til de kongelige museer i Berlin. 1896 blev han efter Max Jordan direktør for Nationalgalleriet. Hans virksomhed blev her så epokegørende, at man har kaldt ham Nationalgalleriets grundlægger. Med ildhu og hensynsløshed overfor hævdvundne værdier, selv sakrosankte tysk-nationale, når de malerisk lå under kenderstandarden, ryddede han ud og købte ind, først og fremmest fransk impressionistisk og anden international kunst og dengang moderne tysk gennembrudskunst. 
Han var den ledende kraft i den store tyske 100-års udstilling i Berlin 1906, der gav en revision af 19. århundredes kunstudvikling. Modstanden fra forbitrede kunstnerhold, det brede publikum og fra højeste steder mod hans virksomhed (og hans til tider udiplomatisk stejle holdning) blev omsider så stor, at han efter en orlovsrejse 1908 til Japan fortrak fra Berlin og 1909 tog mod stillingen som generaldirektør for de bayerske malerisamlinger. Også her fik han ydet meget, men nåede dog kun i sine store reformplaner at få reorganiseret Münchens gamle Pinakotek. Hans store administrative gerning levnede ham mindre tid til litterære sysler. Han var medarbejder ved Repertorium für Kunstwissenschaft, skrev adskillige afhandlinger i Preussische Jahrbücher für Kunstwissenschaft, en lille bog om Manet (2. oplag 1909), tekst til Menzelværket 1906, udarbejdede kataloger over kunstsamlinger i Berlin, Budapest med mere og skrev forordet til det gamle Pinakoteks nye katalog. Efter hans død udkom Gesammelte Schriften zur neueren Kunst (1912).
1. ↑  Navnet er anført på engelsk og stammer fra Wikidata hvor navnet endnu ikke findes på dansk.